# Hofer Schloss

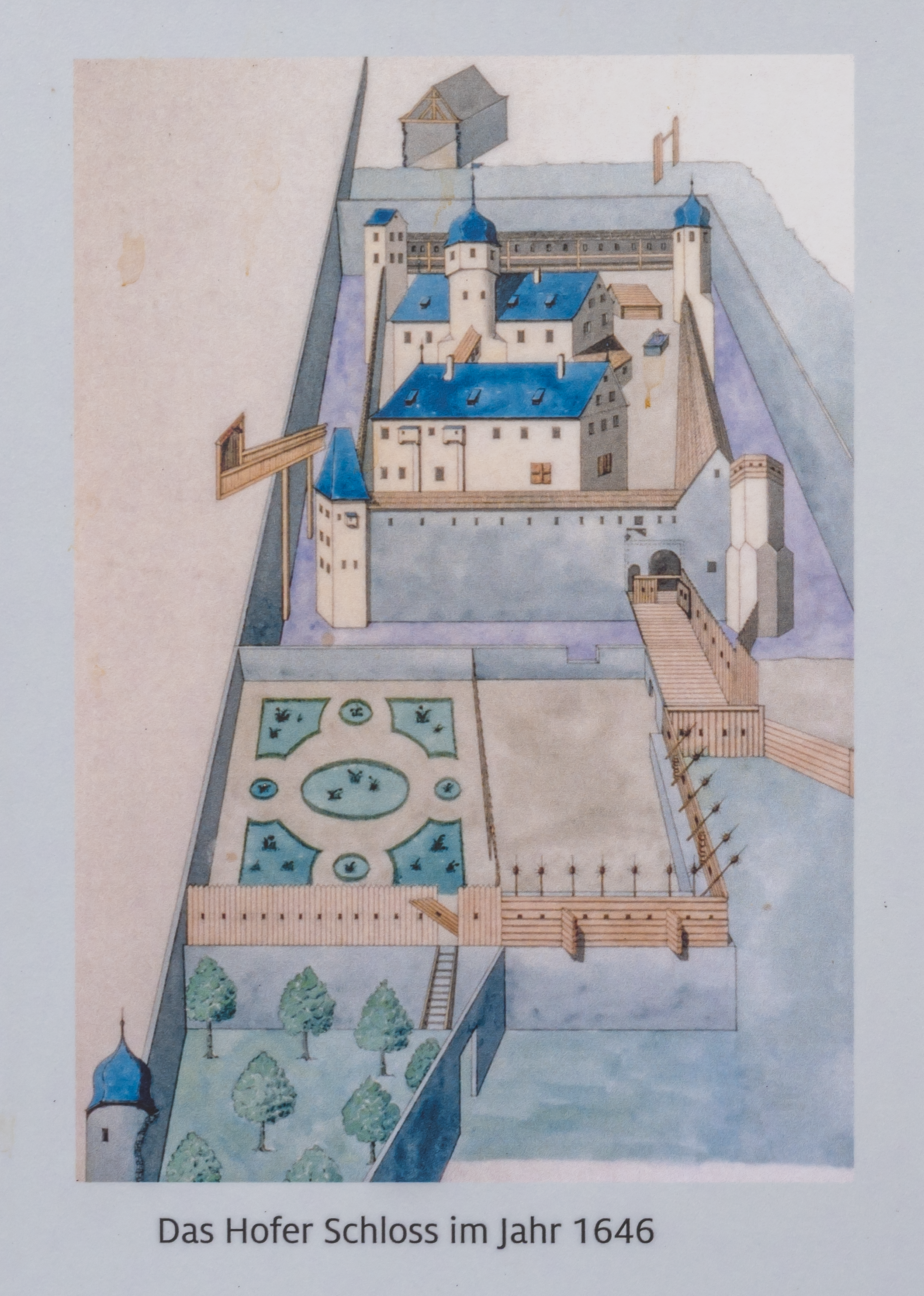
Grafik des Hofer Schlosses von 1646

Das Hofer Schloss begann als Stadtburg von Hof und wurde 1743 durch einen Stadtbrand zerstört.

## Geschichte
Das Hofer Schloss wurde 1276 im Besitz der Vögte von Weida erstmals urkundlich erwähnt. Als Stadtburg war es in die Befestigungsanlage der Stadt integriert, war aber auch zur Stadt hin abgesichert. 1373 ging die Befestigung an die Burggrafen von Nürnberg über. Levin von Wirsberg berichtete, dass die Anlage 1430 zur Abwehr der Hussiten beitragen konnte. Der Schlossturm war Teil der Wartordnung von 1498. Bei der Belagerung der Stadt Hof 1553 während des Zweiten Markgrafenkrieges waren Kanonen auf den Türmen postiert, die den Belagerern Widerstand leisten konnten.
Im Dreißigjährigen Krieg verschanzten sich abwechselnd kaiserliche und schwedische Truppen in der Burg. Hauptmann und Festungskommandant Otto Friedrich von Bodenhausen erlaubte 1643 dem schwedischen Major Hörel, dass zehn seiner Leute zur Bewachung des Schlosstores eingeteilt wurden, dies ermöglichte die Besetzung des gut gesicherten Stadtschlosses. Auch als die schwedischen Truppen ihre Besatzung von Hof aufgaben und abzogen, blieb das Schloss mangels Entsatzungtruppen weiter besetzt. Im Juli 1643 scheiterte die Belagerung des Schlosses durch kaiserliche Truppen. Im August rückte Major Hörel ab. Die Stadt Hof verfüllte anschließend den Graben des Schlosses und ließ die Schlossmauer abtragen, um künftig eine ähnliche Situation zu verhindern.
In der Zeit des Fürstentums Bayreuth diente das Schloss als Sitz des Amtmanns (siehe auch Liste der Amtmänner im Fürstentum Bayreuth). Zu den Hofer Amtmännern zählten Hans von Sparneck und Conrad von Aufseß. Das Schloss fiel 1743 einem Stadtbrand zum Opfer und wurde aus Geldmangel nicht wieder aufgebaut. Die Stadt kaufte 1762 das Areal, brach die Überreste ab und errichtete darauf zwei Brau- und Mulzhäuser für Kommunbrauer.

## Baubeschreibung
Die rechteckige Anlage war von einem Wall, einem Zwinger und einer Mauer mit vier Türmen an den Ecken umgeben. Im Inneren befanden sich zwei mehrstöckige Gebäude, die als Wohnung und Verwaltungssitz dienten. Ein Brunnen im Innengelände stellte die Wasserversorgung sicher.

## Heutiger Bestand
Auf dem Gelände des Schlosses befinden sich heute eine Straße, ein Parkplatz, die Fachoberschule, ein Parkhaus und andere Gebäude. An das Schloss erinnern lediglich Mauerreste einer Bastionsrundung in der Theaterstraße und Reste des nördlichen Walles samt Grabenfutter. Beim Bau eines Parkhauses wurden Kellerfundamente festgestellt und vermessen. Ein Torbogen wurde am Eingang der künstlichen Ruine im Theresienstein, des Labyrinths, verbaut.

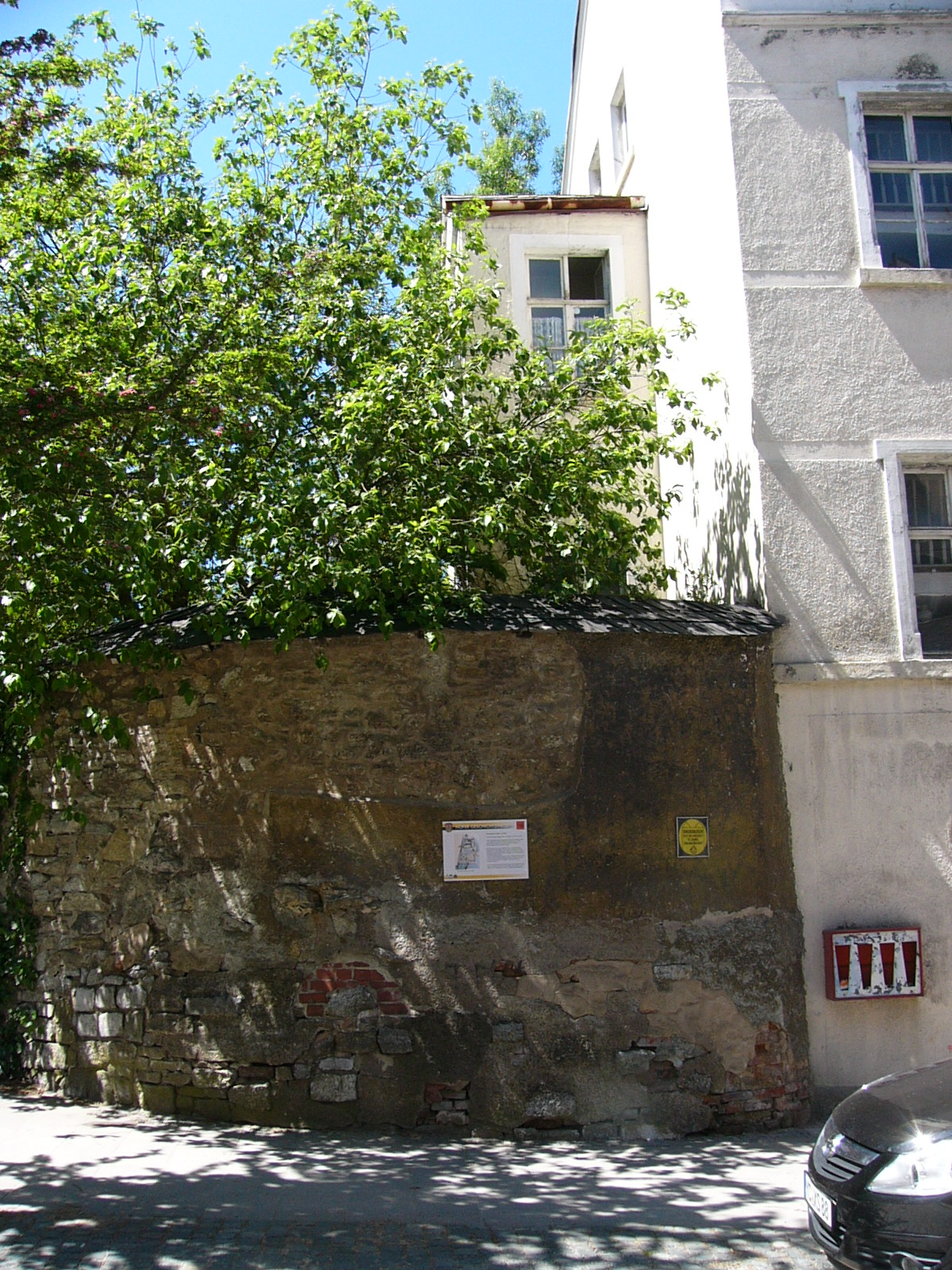
Rest einer Bastionsrundung
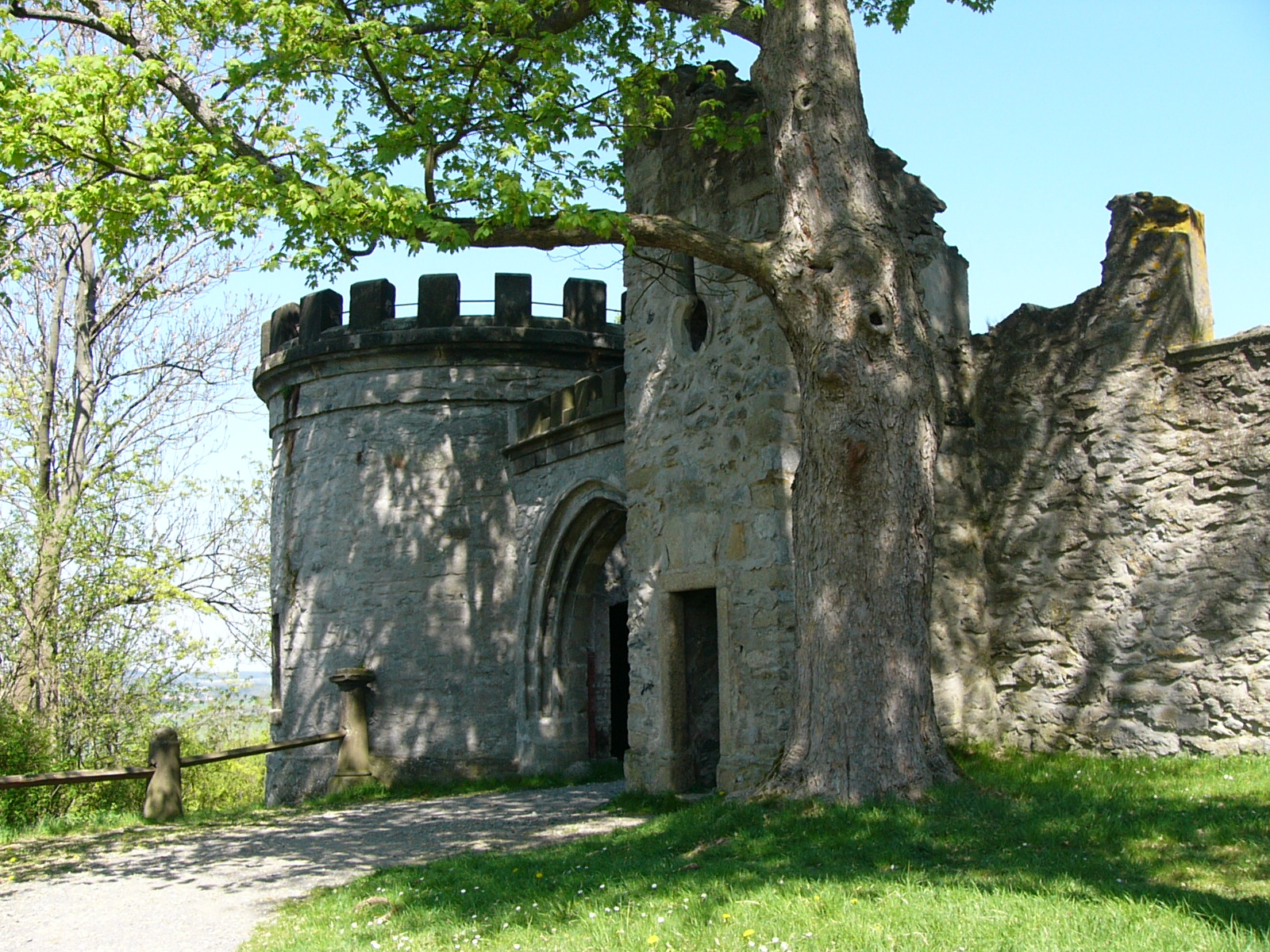
Torbogen am Labyrinth